# Chamaléa Thị Thủy
Chamaléa Thị Thủy (sinh ngày 20 tháng 4 năm 1983, người Ra Glai) là nữ chính trị gia nước Cộng hòa xã hội chủ nghĩa Việt Nam. Bà hiện là Ủy viên Ban Thường vụ Tỉnh ủy, Giám đốc Sở Dân tộc và Tôn giáo Khánh Hòa , Đại biểu Quốc hội khóa XV từ Khánh Hòa. 
Bà từng là Ủy viên Ban Thường vụ Tỉnh ủy, Trưởng ban Tuyên giáo và Dân vận Tỉnh ủy Ninh Thuận, Ủy viên Ban Chấp hành Trung ương Hội Liên hiệp Phụ nữ Việt Nam, Chủ tịch Hội Liên hiệp Phụ nữ tỉnh Ninh Thuận.
Chamaléa Thị Thủy là đảng viên Đảng Cộng sản Việt Nam, học vị Cử nhân Khoa học lịch sử, Thạc sĩ Triết học, Cao cấp lý luận chính trị. Bà có sự nghiệp đều hoạt động ở quê nhà Ninh Thuận.

## Xuất thân và giáo dục
Chamaléa Thị Thủy sinh ngày 20 tháng 4 năm 1983 tại xã Tân Sơn, huyện Ninh Sơn, tỉnh Thuận Hải, nay là tỉnh Ninh Thuận, quê quán ở thôn Đầu Suối A, xã Phước Chiến, huyện Thuận Bắc, tỉnh Ninh Thuận. Bà là người dân tộc Ra Glai, lớn lên và tốt nghiệp phổ thông ở Thuận Bắc, thi đỗ đại học năm 2001, tới Thành phố Hồ Chí Minh học và tốt nghiệp Cử nhân chuyên ngành Khoa học lịch sử, sau đó học cao học và nhận bằng Thạc sĩ Triết học. Bà được kết nạp Đảng Cộng sản Việt Nam vào ngày 18 tháng 7 năm 2008, trở thành đảng viên chính thức sau đó 1 năm, từng theo học các khóa chính trị ở Học viện Chính trị Quốc gia Hồ Chí Minh và có chứng chỉ Cao cấp lý luận chính trị.

## Sự nghiệp
Tháng 9 năm 2006, sau khi tốt nghiệp đại học ở Thành phố Hồ Chí Minh, Chamaléa Thị Thủy trở lại Ninh Thuận, được tuyển dụng công chức vào Ủy ban nhân dân tỉnh Ninh Thuận, và bổ nhiệm làm Chuyên viên Phòng Chính sách – Nghiệp vụ của Ban Dân tộc tỉnh. Vào tháng 7 năm 2009, bà được điều về huyện Bác Ái, là Chuyên viên Văn phòng Hội đồng nhân dân và Ủy ban nhân dân huyện, thăng chức Phó Chánh Văn phòng này từ tháng 12 cùng năm. Tháng 6 năm 2012, bà được bầu vào Ban Chấp hành Đảng bộ huyện Bác Ái, nhậm chức Chánh Văn phòng Hội đồng nhân dân và Ủy ban nhân dân huyện, sau đó đến tháng 5 năm 2014 thì được bầu vào Ban Thường vụ Huyện ủy, là Trưởng Ban Tổ chức Huyện ủy Bác Ái khi 31 tuổi. Tháng 7 năm 2015, bà được điều chuyển vị trí cao hơn là Phó Bí thư Huyện ủy, phụ trách tổ chức cơ sở Đảng huyện Bác Ái, trúng cử Đại biểu Hội đồng nhân dân tỉnh Ninh Thuận nhiệm kỳ 2016–2021. Đến tháng 9 năm 2016, và được miễn nhiệm ở Bác Ái, được chỉ định làm Ủy viên Đảng đoàn, Phó Chủ tịch Hội Liên hiệp Phụ nữ tỉnh Ninh Thuận. Đầu năm 2017, tại Đại hội đại biểu phụ nữ toàn quốc lần thứ XII, nhiệm kỳ 2017–2022, bà được bầu làm Ủy viên Ban Chấp hành Trung ương Hội Liên hiệp Phụ nữ Việt Nam, sau đó được bầu bổ sung vào Ban Chấp hành Đảng bộ tỉnh Ninh Thuận, là Bí thư Đảng đoàn, Bí thư Chi bộ, Chủ tịch Hội Liên hiệp Phụ nữ tỉnh Ninh Thuận.
Tháng 10 năm 2020, tại Đại hội Đảng bộ tỉnh Ninh Thuận lần thứ XIV, nhiệm kỳ 2020–2025, Chamaléa Thị Thủy tái đắc cử Tỉnh ủy viên, được bầu vào Ban Thường vụ Tỉnh ủy ở tuổi 36, được phân công làm Trưởng Ban Dân vận Tỉnh ủy Ninh Thuận. Năm 2021, với sự giới thiệu của Tỉnh ủy, bà ứng cử đại biểu quốc hội từ Sơn La, bầu cử ở đơn vị bầu cử số 3 gồm thành phố Phan Rang – Tháp Chàm, huyện Ninh Hải, Thuận Bắc, rồi trúng cử Đại biểu Quốc hội khóa XV với tỷ lệ 70,06%.